# Бавовняна олія

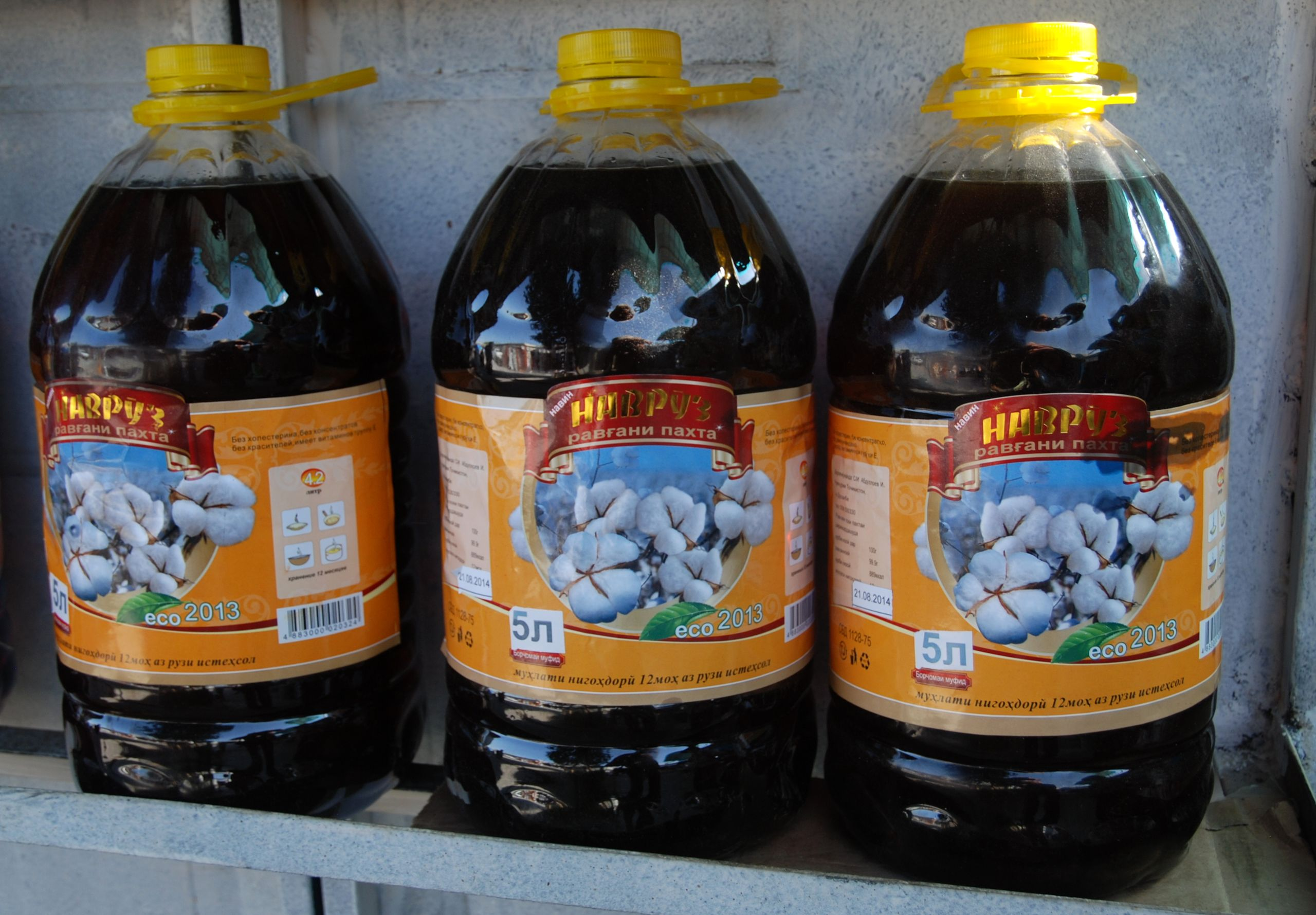
Бавовняна олія

Баво́вняна олі́я — рослинна олія, яку отримують з насіння різних видів бавовнику.
Вміст олії в насінні невелика, рідко перевищує 25%, а пресуванням вдається виділити його всього від 16 до 18%. При такому низькому вмісті є вигідним отримувати цю олію тільки з огляду на те, що насіння бавовнику є побічним продуктом бавовняного виробництва.

## Технологічний процес
Відокремлені від насіннєвого пуху на декортікаторах і сортування насіння роздавлюються на вальцях, що складаються з 2-5 пар гладких циліндрів, що роблять до 280 об/хв, і потім нагріваються на парових жаровнях до 220 °C. Подрібнена і прогріта маса поміщається в вовняні мішки, перекладається серветками з кінського волосу і віджимається на гідравлічних пресах із силою в 1000 тонн на кв. дюйм. Останнім часом стали з успіхом застосовувати дворазове пресування, перше — холодний віджим, а друге — при нагріванні. Очищення олії проводиться звичайним способом.
Нерафінована олія має червоно-бурий, іноді майже чорний колір, своєрідний запах і гіркий смак. У ньому міститься дуже токсичний пігмент госсипол C30H30O8, тому бавовняну олію піддають обов'язковій рафінації. Після рафінації олія набуває блідо-жовтий колір. Є і зовсім безбарвна олія, отримана обробкою лугом із застосуванням вибільних глин (на основі перліту). Бавовняна олія належить до числа тих олій, які деякими класифікаторами відносяться до олій невисихаючим, а іншими виділяються в особливий відділ напіввисихаючих олій.

## Фізичні властивості
- Питома вага — від 0,9165 до 0,930
- Температура застигання від 0 °C до −2 °C
- Виділення твердої складової частини починається при +12 °C
- Число Генера 95,87—96,17
- Число Кэттстерфера 191–195
- Ацетильне число 21,1—24,8
- Йодне число не буває нижче 101 і вище 110
- Проба Момне дає підвищення температури від 50 до 80 градусів
- При елаїдиновій пробі олія набуває консистенції коров'ячого масла
- Збільшення ваги при пробі Ліваша становить близько 6% в 24 години
- Кислоти, виділені з олії, плавляться при 35-38 °C і при пробі Гюбля дають числа від 110 до 115.

З колірних реакцій найхарактернішою є ставлення до сірчаної кислоти питомої ваги 1,76. З нею олія дає червоне або коричневе фарбування, і після слабкого нагрівання виходить з'єднання, остачі розчинна у воді. При нагріванні найлегше омиляются частини бавовникової олії протягом години з 3-4% міцної сірчаної кислоти до 100 °C виходить брудно-синій осад, який, будучи промитий водою і очищений розчиненням в ефірі, дає темно-синю фарбу емпіричного складу С17H2O4, яка розчиняється в міцній сірчаній кислоті з пурпуровим фарбуванням.
За хімічним складом бавовняна олія являє суміш гліцеридів кислот: стеаринової, пальмітинової, олеїнової і лінолевої. Співвідношення олеїнової до лінолевої кислоти приблизно 1 до 1,5.

## Застосування
Бавовняна олія вживається почасти, як освітлювальна та харчова, але в більш значних кількостях застосовується у миловарінні, причому його частіше в цьому випадку вживають не в чистому вигляді, а в суміші з оліями — пальмовою та кокосовою. Мило з великим вмістом бавовняної олії погано відсалюється і утримує багато води. Для освітлення служить тільки рідка частина, відокремлена охолодженням і віджиманням.
Тверда частина, під назвою рослинного стеарину, надходить у продаж окремо і служить частково для заміни справжнього стеарину, а частково для миловаріння (температура плавлення його 32 °C, а температура застигання 4,5 °C).
Найбільше вживання, проте, бавовняна олія має для фальсифікації більш дорогих сортів олій: оливкової, горіхової, лляної та інших, а також свинячого сала. Бавовняна макуха може додаватися у корм худобі тільки тоді, коли насіння було добре очищено і не містило абсолютно насіннєвого пуху. Найбільше — і навіть, можна сказати, майже виключно — бавовняна олія виробляється в США, де щорічне виробництво досягає 50 млн галонів (225 млн л). Також можна додати, що вся колишня радянська Середня Азія вживає цей продукт у їжу (наприклад, для приготування плову).